# Приключения кота Леопольда
«Приключения кота Леопольда» — цикл советских мультипликационных телефильмов про доброго кота Леопольда, которого в многочисленных ситуациях донимают двое мышей-хулиганов. Всего было создано 11 фильмов, над которыми работали драматург Аркадий Хайт и художник-постановщик Вячеслав Назарук. В 1985 году авторская группа получила Государственную премию СССР.
Высказывание Леопольда — «Ребята, давайте жить дружно!» — стало прецедентным в русском языке.

## Создатели
- Автор сценария: Аркадий Хайт
- Режиссёр: Анатолий Резников
- Художники-постановщики: Вячеслав Назарук (3-11), Лейла Брюн (1), Юрий Евмешкин (2), Анатолий Резников (2), Елена Караваева (11)
- Операторы: Владимир Милованов (3, 4, 7-11), Эрнст Гаман (1, 2, 6), Игорь Шкамарда (4, 5, 6)
- Композитор: Борис Савельев
- Звукооператоры: Виталий Азаровский (1, 2), Нелли Кудрина (3-11)
- Роли озвучивали:
  - Андрей Миронов — все роли / Кот Леопольд (1, 8)
  - Геннадий Хазанов — Кот Леопольд / Мыши-хулиганы / Золотая рыбка (2)
  - Александр Калягин — все роли (3-7, 9-11)
- Художники-мультипликаторы: Валерий Чурик (1), Владимир Овечкин (1, 2), Светлана Сичкарь (1), Александр Левчик (2), Владимир Вышегородцев (2), Наталья Базельцева (2-11), Семён Петецкий (3-11), Владимир Спорыхин (3-7, 9-11), Вадим Меджибовский (3, 4, 6, 9), Игорь Самохин[a] (3-5, 7), Ирина Гундырева (5, 7, 10, 11), Валерий Токмаков (5, 7-9), Константин Романенко (3, 4, 6), Александр Елизаров (5, 7, 11), Александр Федулов (6, 11), Юрий Белов (6), Юрий Бутырин (5), Владлен Барбэ (7), Андрей Колков (10), Евгений Делюсин (11), Алла Юрковская (11), Андрей Свислоцкий (11)
- Художники: Ирина Дегтярёва (1, 10, 11), Елена Хайкина (2), Любовь Хорошкова (1, 2, 9), Н. Позитурина (2), Л. Строганова (2), Татьяна Великород (2, 5, 7, 9, 10), Ольга Киселёва (4-6, 10), Жанна Корякина (5, 7, 9-11), Елена Строганова (7, 9-11), Игорь Медник (4, 5, 7), Александр Брежнев (5, 7, 9), Александр Сичкарь (1, 10), Татьяна Абалакина (4, 6), Галина Черникова (5, 11), Валентин Самотейкин (5, 9), Инна Карп (7, 9), Маргарита Богатская (1), Л. Колоскова (1), Маина Новожилова (6), Т. Галкина (9), Евгений Вевурко (9), Наталья Дмитриева (10), Елена Караваева (10), Светлана Алексашина (11), Александр Новицкий (11)
- Монтажёр: Галина Дробинина
- Редактор: Валерия Медведовская (4-11), Елена Ходина (1, 2)
- Директор: Лидия Варенцова (4) Зинаида Сараева (5, 7-10), Раиса Боровикова (6), Любовь Зарюта (11)

## Персонажи
Главные персонажи: кот Леопольд и двое мышей. В некоторых эпизодах также появляются другие действующие лица. Все персонажи представляют собой антропоморфных животных, которые ходят на задних лапах, носят одежду и ведут себя подобно людям.

### Кот Леопольд
Одинокий рыжий кот средних лет, проживает в доме № 8/16 по улице Мурлыкина, рядом с кафе и ателье. Изображается как типичный интеллигент: не курит, не пьёт, не повышает голоса. Почти всегда, не исключая уличной обстановки, одет в мягкие домашние синие брюки, закатанные до колена, жёлтую водолазку, домашние тапочки и неизменный галстук-бабочку, который не снимает даже во время купания.
Леопольд отличается жизненным оптимизмом, он — настоящий кот-миротворец, и его жизненное кредо выражается фразой, повторяемой в конце каждой серии — «Ребята, давайте жить дружно!». Начиная с третьей серии, он не обижается на мышей и не страдает от их пакостей — лишь неодобрительно качает головой; с этого эпизода он больше не мстит мышам — те оказываются жертвами своих собственных ловушек.

### Мыши
Двое мышей-хулиганов. Появляются во всех сериях, кроме «Интервью с котом Леопольдом». По некоторым источникам, изначально у них были имена — Митя и Мотя, но, по словам Аркадия Хайта, в мультфильме они умышленно не произносятся — авторы не хотели, чтобы детей с именами, которые в уменьшительном варианте могут звучать как Митя и Мотя, «стали дразнить мышатами, зубастиками или грызунами», поэтому их принято именовать соответственно их внешности — «Серый» и «Белый».
Мыши олицетворяют собой хитрость и подлость, им претит интеллигентный и добрый Леопольд. Они, как правило, называют Леопольда «подлым трусом» и ищут способ ему насолить, но при этом сами становятся жертвами своих выходок и в конце каждой серии раскаиваются в своих происках.
В двух первых сериях облик не выражает их качеств, они оба тощие и с писклявыми голосами, при этом лидерство среди них меняется: в первой серии явно верховодит Серый, во второй Белый. Начиная с третьего эпизода, очевидным лидером и мозговым центром — изобретателем ловушек и гадостей для Леопольда является тощий и писклявый Белый, а грузный с басовитым голосом Серый становится послушным сообщником и исполнителем его планов. Иногда Серый теряет терпение и выходит из подчинения, например, в серии «Поликлиника кота Леопольда» Белый, пытаясь возле лифта сделать Леопольду укол снотворного, промахивается и по инерции втыкает шприц в тело Серого, после чего тот начинает гоняться за ним.

## Ребята, давайте жить дружно!
Имя кота Леопольда и его фраза: «Ребята, давайте жить дружно!» стали прецедентными в русском языке. Смысл их употребления зависит от контекста. Так, в политике эти метафоры используются для сглаживания опасных высказываний, чтобы уменьшить вероятность буквальной интерпретации слов говорящего:
- Назвать какого-либо политика, участника переговоров Леопольдом означает определить его как склонного к уступкам и компромиссам;
- Фраза «Ребята, давайте жить дружно!» выражает миролюбивую позицию, призыв к смягчению обстановки; также иногда (обычно без упоминания имени Леопольда), употребляется в ироническом смысле как символ конформизма, утопии и отказа от активных действий в пользу произнесения громких патетических и никому не нужных речей («не на уровне общих деклараций типа „давайте жить дружно“ — это уже было — а на уровне конкретных предложений»).

## Озвучивание
В первой серии («Месть кота Леопольда») все роли были озвучены актёром Андреем Мироновым. Его хотели пригласить и на вторую серию («Леопольд и золотая рыбка»), но актёр заболел, и все четыре героя (включая золотую рыбку) заговорили голосом Геннадия Хазанова. С третьей («Клад кота Леопольда») по одиннадцатую серию («Автомобиль кота Леопольда») все роли озвучивал Александр Калягин (кроме восьмой серии «Интервью с Котом Леопольдом», где вновь прозвучал голос Миронова).

## Серии
Первые две серии («Месть кота Леопольда» и «Леопольд и золотая рыбка») были созданы техникой перекладки: герои и декорации создавались на вырезанных кусочках бумаги, которые перекладывались под стеклом. Дальнейшие серии были реализованы с помощью рисованной мультипликации. В первых двух эпизодах было больше диалогов, чем в последующих.
1. 1975 — Месть кота Леопольда. В этой серии мы впервые знакомимся с главными героями. Кот Леопольд в своей квартире слушает пластинку, мыши всячески пытаются попасть к Коту в дом, но безрезультатно. Тогда они выманивают Леопольда на улицу и устраивают ловушку. Потом обессиленный Леопольд вызывает доктора, который заявляет ему, что причина очень проста: «Вы слишком добрый». Доктор прописывает коту Леопольду «Озверин», и тогда тот начинает охоту на мышей.
2. 1975 — Леопольд и золотая рыбка. Кот Леопольд поймал золотую рыбку, но отпустил, не попросив у неё ничего. Позже рыбку поймали мыши, и попросили сделать их большими и страшными — но в кого бы ни превращала их рыбка, они находили лишь проблемы. Тогда они просят превратить их обратно в мышей и оказываются возле дома Леопольда. Когда они вламываются к коту домой, тот просит золотую рыбку сделать его невидимым. Мыши ищут кота и устраивают у него в доме погром — тогда Леопольд, пользуясь своей невидимостью, проучивает мышей.
3. 1981 — Клад кота Леопольда. Мыши получили по почте карту, на которой обозначен клад. В указанном на карте месте действительно зарыт сундук, но в нём оказался не сыр, которого ожидали мыши, а Леопольд в костюме привидения.
4. 1981 — Телевизор кота Леопольда. Кот Леопольд купил телевизор, и мыши всеми силами пытаются помешать ему спокойно посмотреть любимый мультфильм (первую серию «Месть Кота Леопольда»). Мыши решают подключить пылесос, который выходит из-под контроля. Тапочки Леопольда засасывает пылесос, и он пытается его отключить, но попадает под струю воздуха и взлетает к потолку.
5. 1982 — Прогулка кота Леопольда. Кот Леопольд совершает велосипедную прогулку по загородному шоссе. Мыши всячески пытаются подстроить ему аварию, но попадают в ловушку сами.
6. 1982 — День рождения Леопольда[10]. Кот Леопольд готовится праздновать день рождения, а мыши пытаются испортить ему праздник: в частности, сильно увеличивают силу огня в духовке, из-за чего у Леопольда сгорает праздничный торт.
7. 1983 — Лето кота Леопольда. Кот Леопольд отправляется на дачу, где мыши готовят ему новые пакости. Они изобретают целую механическую систему, в расчёте на то, что Леопольд возьмёт бутылку молока, а в результате действия системы получит удар по голове упавшим арбузом. Система отлично срабатывает при её испытании самими мышами — но когда мыши пытаются применить её по назначению, Леопольд, заметив висящий арбуз, срывает его — система срабатывает «в обратную сторону», и мыши сами становятся жертвами своего изобретения.
8. 1984 — Интервью с котом Леопольдом. Кот Леопольд даёт интервью Далю Орлову (хромакей для «Голубого огонька»)[11].
9. 1984 — Кот Леопольд во сне и наяву. Кот Леопольд загорает и читает книгу «Робинзон Крузо», а мыши пытаются его напугать. Когда он засыпает на пляже, ему снится, что он попал на необитаемый остров.
10. 1986 — Поликлиника кота Леопольда. У Кота Леопольда заболел зуб, и он отправляется в поликлинику к стоматологу, а потом на медосмотр. Тем временем мыши пытаются подстроить ему очередную пакость.
11. 1987 — Автомобиль кота Леопольда. Кот Леопольд самостоятельно построил автомобиль, оснащённый множеством электронных устройств. Когда Леопольд выехал за город на пленэр, мыши угнали машину, но не смогли разобраться со всеми её функциями.

## Издания
- 1986 — «Ребята, давайте жить дружно». Сборник песен кота Леопольда (музыка песен: Б. Савельева, текст песен: А. Хайта, М. Пляцковского, исполняет А. Калягин, ансамбль «Мелодия» п/у Б. Фрумкина, звукорежиссёр: А. Штильман, редактор: М. Бутырская, художник: А. Резников) — «Мелодия», С52 20151 007, С52 20153 001. Песни были переизданы, некоторые из старых перезаписаны; звучат не так, как в мультфильмах (например, песня мышей «Мы терпеть не можем кошек…»), а также были добавлены некоторые новые песни (например, песня обжоры «Ни за что на свете кашу есть не стану…»).

## Последующие экранизации
В 2015 году, к 75-летию Анатолия Резникова, было снято продолжение сериала — «Новые приключения кота Леопольда». Премьера состоялась в России 1 января 2016 года на телеканале «Мульт», а также «Карусель».